# Aplogompha lafayi
Aplogompha lafayi là một loài bướm đêm trong họ Geometridae.